# فیلینوست
فیلینوست (انگلیسی: Filinvest) شرکت خوشه‌ای فیلیپینی است، که در سال ۱۹۵۵ تأسیس شد.